# New Frontier (casino)
Le New Frontier était un hôtel-casino situé sur le Las Vegas Strip. Il est resté ouvert sans interruption du 30 octobre 1942 jusqu'à sa fermeture définitive le 16 juillet 2007. Il a été le second complexe hôtel-casino à ouvrir sur le Strip.
Il était situé entre le Stardust et le Treasure Island et en face du Wynn Las Vegas. Il abritait un célèbre country-western bar : le Gilley's. On y trouvait aussi l'Orchard Cafe, le Phil's Angus Steakhouse et la Margarita's Cantina.
Sa fermeture définitive puis sa destruction le 13 novembre 2007 permettront de laisser le terrain libre pour la construction d'un nouvel hôtel qui aura pour thème le Plaza Hotel de New York.

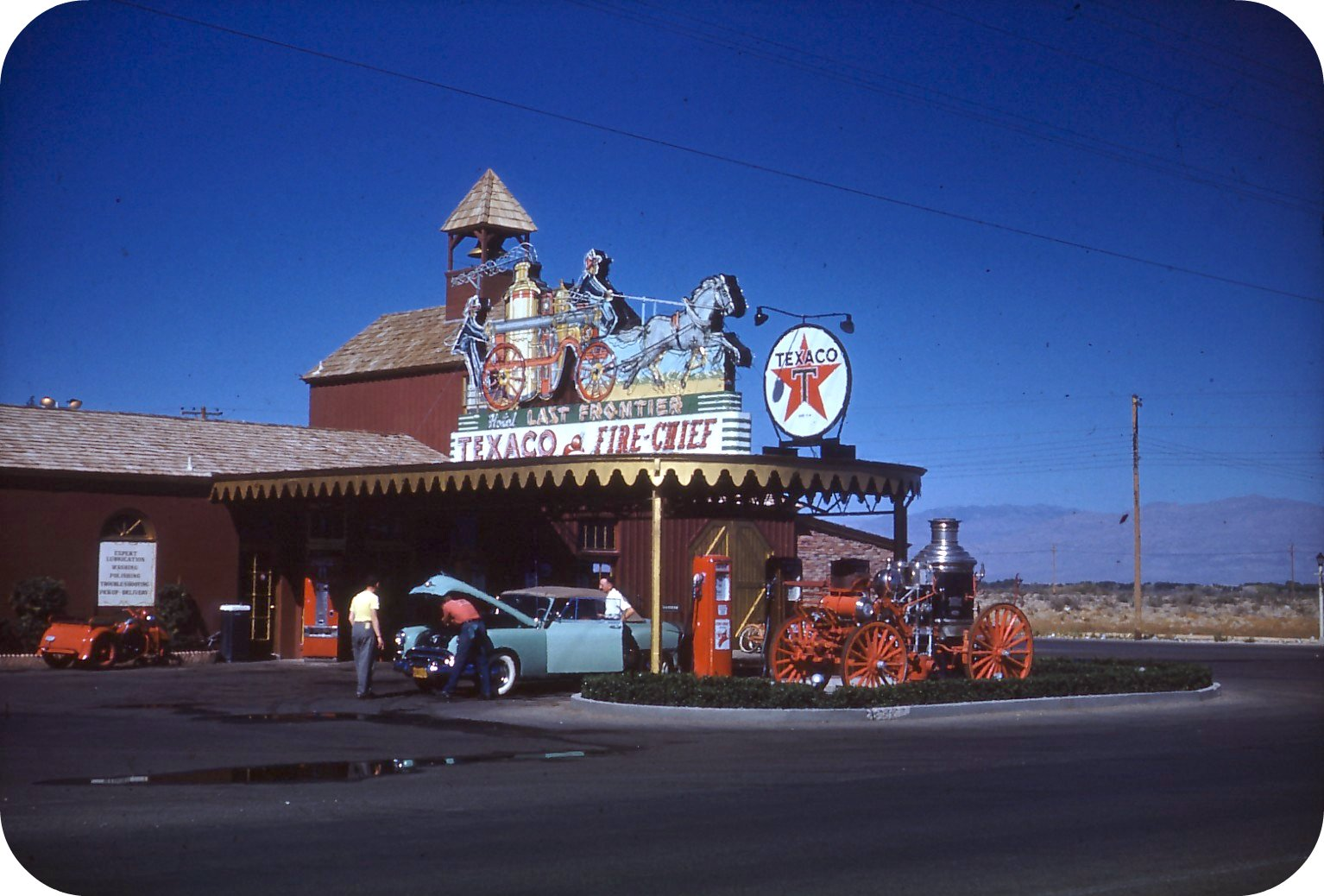
Photo de 1940.